# Charles Bateman Timberlake
Charles Bateman Timberlake (ur. 25 września 1854 w Wilmington w Ohio, zm. 31 maja 1941 w Sterling w Kolorado) – amerykański polityk.
W latach 1915–1933 z ramienia Partii Demokratycznej przez dziewięć dwuletnich kadencji Kongresu Stanów Zjednoczonych reprezentował drugi okręg wyborczy w stanie Kolorado w Izbie Reprezentantów Stanów Zjednoczonych.